# Сюзи (Ильинский городской округ, у села Васильевское)
Сюзи — деревня в составе Ильинского городского округа в Пермском крае.

## Географическое положение
Деревня расположена в южной части округа на расстоянии менее 2 километров на северо-восток от села Васильевское.

## Климат
Климат умеренно-континентальный с продолжительной холодной и снежной зимой и коротким летом. Средняя температура января −15 °С. Лето умеренно-теплое. Самый теплый месяц — июль. Средняя температура июля +17,8 °С. Продолжительность холодного периода составляет 5 месяцев, тёплого — 7 месяцев, а смена их происходит в октябре — осенью, весной в первой половине апреля. Число дней со снежным покровом по многолетним данным составляет от 171 до 176 дней. Годовая сумма осадков — 553 мм.

## История
До 2020 года входила в состав Васильевского сельского поселения Ильинского района, после упразднения которых входит непосредственно в состав Ильинского городского округа.

## Население
В 2002 году постоянное население деревни составляло 3 человека (67 % русские, 33 % украинцы), в 2010 году — 3 человека.